# Automatic Sam
Automatic Sam is een psychedelische garagerockband uit Nijmegen.

## Geschiedenis
De band werd eind 2008 opgericht door Pieter Holkenborg (leadzang/gitaar) en Rense Slings (gitaar/zang). De bandnaam komt van het nummer 'Tarotplane' van Captain Beefheart, waarin het personage Automatic Sam een meisje in zijn vliegtuig meeneemt voor een reis naar onbekende werelden. Muzikale invloeden zijn onder meer Motorpsycho, Captain Beefheart en Morphine.
Holkenborg drumde daarvoor bij Woost, met de Amerikaanse avant-gardegitarist Rhys Chatham, en bij Shaking Godspeed. De band bewoog zich in eerste instantie in de genres hardrock, garagerock, blues en punkrock. In november 2009 kwam de in eigen beheer opgenomen ep Hot Foot Oil uit, die positief ontvangen werd door onder andere OOR en 3voor12. Deze werd in 2010 door Minstrel Music opnieuw uitgebracht.
In 2010 stond Automatic Sam in het voorprogramma van onder meer DeWolff, Claw Boys Claw en Black Rebel Motorcycle Club en trad op op Eurosonic-Noorderslag, Paaspop, Appelpop, De Affaire en de Zwarte Cross.
In 2011 werd het debuutalbum Texino opgenomen, vernoemd naar de documentaire Who Is Bozo Texino? van Bill Daniel. 
In augustus 2013 kwam het tweede album Sonic Whip uit. De band bestond op dat moment naast Holkenborg en Slings uit drummer Tim van Delft (o.a. De Staat) en bassist/zanger Erik Harbers (Woost, Roosbeef). Ook deze plaat kreeg overwegend positieve kritieken.
Na een radiostilte van zo'n vier jaar kwam in maart 2017 het album ARCS uit, met een nieuwe drummer, Lars Spijkervet. In juli 2017 volgde een "voorlopig" laatste optreden in de Nijmeegse Goffert. Sindsdien is de band voor onbepaalde tijd gestopt.

## Discografie

### Albums
- 2011 - Texino
- 2013 - Sonic Whip
- 2017 - ARCS

### Ep's
- 2009 - Hot Foot Oil